# Esmoladora angular sense cable
Una esmoladora angular sense cable o bé esmoladora angular de bateria, tot i que popularment es coneix com radial, és una esmoladora angular portàtil dissenyada per a realitzar talls rectes, transversals i en angle, o tasques de desbast i polit sobre diversos materials com ara metall, pedra, ceràmica i formigó. A diferència de les esmoladores amb cable, aquest tipus de radial funciona mitjançant bateries recarregables, un fet que proporciona llibertat de moviment i versatilitat sent ideal per a treballs en una obra, en fusteria lleugera ien bricolatge.
Les esmoladores radials de bateria han guanyat popularitat per la seva portabilitat i gran facilitat d'ús. Es caracteritzen per la mobilitat, la lleugeresa i el seu disseny ergonòmic facilita el maneig amb una sola mà que els dona que una gran versatilitat  que s'afegeix al fet de poder-les emprar en llocs sense accés a la xarxa elèctrica. Utilitzen bateries d'ion-liti, generalment de 12 V, 18 V o 20 V.

## Història
L'esmoladora angular va ser inventada el 1954 per l'empresa alemanya Ackermann + Schmitt ( FLEX-Elektrowerkzeuge GmbH ) a Steinheim an der Murr 

## Característiques
- Utilitza un disc abrasiu circular que gira a alta velocitat, amb diferents diàmetres (generalment 115 mm, 125 mm o 150 mm).

- Funciona amb bateries de ion-liti, generalment de 18 V, 20 V o 36 V.

- Inclou una empunyadura auxiliar, protector de disc i sistema de bloqueig de l'eix.

- Alguns models incorporen un motor sense escombretes ( brushless ) que ofereix més eficiència.
- Potència: entre 1200 i 2000 W.
- Diàmetre del disc: 115–150 mm.
- Profunditat de tall: fins a 65 mm a 90°.

## Avantatges i inconvenients

#### Avantatges
- Més llibertat de moviment que amb les de cable
- Menys pes i mida més petita.
- Ideals per a talls ràpids a l'exterior o en les obres

#### Limitacions
- Menor potència que els models amb cable.
- Autonomia limitada per la batería
- Requereixen recàrrega o bateries addicionals per a feines prolongades.

## Tipus de bateria
Les esmoladores radials de bateria es classifiquen segons el voltatge de la bateria, cosa que en determina la potència i l'autonomia.

### 10–12 V
Models compactes i lleugers, adequats per a treballs de precisió o talls lleugers.
- Bosch GWS 12V-76
- Makita CP100DZ

### 14.4 V
Menys emprades actualment, però encara presents en gammes intermèdies.
- Makita DGA452Z (compatible amb bateries de 14.4 V i 18 V)

### 18–21 V
Gamma professional. Alta potència per a feines exigents.
- Bosch GWS 18V-10
- Makita DGA513Z
- DeWalt DCG405N
- Einhell TE-AG 18 Li
- Worx WX800

### 28–36 V
Models industrials per a tasques intensives i discs de més diàmetre.
- Milwaukee M28 CAG125X
- Makita DGA900Z

## Comparativa entre els models del mercat[4]
Es va començar amb petites radials de baixa potència, però avui en dia es fabriquen en una gamma molt àmplia.
| Marca   | Model           | Voltatge | Motor           | RPM màx. | Diàmetre disc | Fre electrònic | Kickback | Pes aprox. | Observacions                  |
| ------- | --------------- | -------- | --------------- | -------- | ------------- | -------------- | -------- | ---------- | ----------------------------- |
| Bosch   | GWS 18V-LI      | 18 V     | 4 pols          | 11.000   | 115 mm        | No             | No       | 2.3 kg     | Equival a 800 W cablejat      |
| Bosch   | GWS 12V-76      | 12 V     | Brushless       | 19.500   | 76 mm         | No             | No       | 0.5 kg     | Ultra compacta                |
| Bosch   | GWX 18V-15 PSC  | 18 V     | BITURB          | 11.000   | 125 mm        | Sí             | Sí       | 2.7 kg     | X-LOCK, control de velocitat  |
| Makita  | DGA452          | 18 V     | Amb escombretes | 11.000   | 115 mm        | No             | No       | 2.3 kg     | Model clàssic LXT             |
| Makita  | DGA513Z         | 18 V     | Brushless       | 8.500    | 125 mm        | Sí             | Sí       | 2.5 kg     | Control de velocitat, AVT     |
| Makita  | DGA900Z         | 36 V     | Brushless       | 7.800    | 230 mm        | Sí             | Sí       | 5.4 kg     | Doble bateria, ús industrial  |
| DeWalt  | DCG405N         | 18 V     | Brushless       | 9.000    | 125 mm        | Sí             | Sí       | 1.74 kg    | XR, compacte i potent         |
| DeWalt  | DCG418          | 54 V     | Brushless       | 9.000    | 125 mm        | Sí             | Sí       | 2.2 kg     | FLEXVOLT, alt rendiment       |
| Einhell | TE-AG 18/115 Li | 18 V     | Amb escombretes | 8.500    | 115 mm        | No             | No       | 1.2 kg     | Lleugera, econòmica           |
| Einhell | AXXIO 18/125    | 18 V     | Brushless       | 8.500    | 125 mm        | No             | Sí       | 1.4 kg     | Professional, PurePower motor |
| Worx    | WX800           | 20 V     | Brushless       | 8.600    | 115 mm        | Sí             | Sí       | 1.9 kg     | Compacta, PowerShare          |
| Worx    | WX812L          | 20 V     | Brushless       | 8.500    | 115 mm        | Sí             | Sí       | 1.8 kg     | Nitro, anti-kickback          |

| Marca  | Model           | Voltatge | Diàmetre disc | Tall màx. a 90° |
| ------ | --------------- | -------- | ------------- | --------------- |
| Makita | HS301DSAE       | 12 V     | 85 mm         | 25 mm           |
| Bosch  | GKS 18V-57      | 18 V     | 165 mm        | 57 mm           |
| DeWalt | DCS570N         | 18 V     | 184 mm        | 64 mm           |
| Metabo | KS 18 LTX 66 BL | 18 V     | 165 mm        | 66 mm           |

### Detalls tècnics
- RPM màx. : Velocitat en buit. Com més gran, més eficient en el tall fi.
- Fre electrònic : Atura el disc en deixar anar el disparador, millora la seguretat.
- Kickback control : Detecta bloquejos i apaga l'eina per evitar una reculada.
- BITURBO / FLEXVOLT / XGT : Tecnologies que augmenten el rendiment en models de gamma alta

## Taula de discs per a esmoladores sense cable ( 76–125 mm)
| Diàmetre (mm) | Compatibilitat habitual    | Tipus de disc disponibles                         | Aplicacions comunes                     |
| ------------- | -------------------------- | ------------------------------------------------- | --------------------------------------- |
| 76 mm         | Mini esmoladores compactes | Tall fi, multimaterial, metall                    | Reparacions lleugeres, automoció        |
| 85 mm         | Bosch GWS 12V, Makita 12V  | Tall de metall, ceràmica, tall diamant            | Instal·lacions elèctriques, fontaneria  |
| 100 mm        | Algunes 12–14.4 V          | Tall, desbast, diamant turbo                      | Tall ceràmic, bricolatge                |
| 115 mm        | Estàndard en 18 V          | Tots els tipus: tall, desbast, tall diamant..     | Construcció, reformes, fusteria         |
| 125 mm        | Estàndard en 18–21 V       | Tots els tipus + discs especials (raspall, polit) | Obra professional, metal·lúrgia, paleta |

## Tecnologia dels packs de bateries
Els packs de bateries necessiten un balancejat de bateria, que és una tècnica que maximitza la capacitat d'una bateria fent-la capaçde tenir tota la seva energia disponible per al seu ús i augmentar la longevitat de la pròpia  bateria. Normalment l'equilibrador de bateria és un dispositiu incorporat dins del paquet de bateries que duu a terme l'equilibri dels element de la bateria. La majoria de radials sense cable modernes utilitzen bateries d'ions de lit que ofereixen entre altres coses:
- Millor densitat energètica.
- Menor pes.
- Absència d'efecte memòria.
- Càrrega ràpida i vida útil més llarga.

| Fabricant | Model             | Voltatge  | Capacitat (Ah) | Tipus de BMS | Observacions                                   |
| --------- | ----------------- | --------- | -------------- | ------------ | ---------------------------------------------- |
| Bosch     | PBA 12V 2.5Ah     | 12V       | 2.5            | Extern       | Ús domèstic, sistema Power for All             |
| Bosch     | GBA 18V 5.0Ah     | 18V       | 5.0            | Intern       | Professional, tecnologia CoolPack              |
| Bosch     | ProCORE 18V 8.0Ah | 18V       | 8.0            | Intern       | Alta densitat energètica, BMS intel·ligent     |
| Makita    | BL1021B           | 12V       | 2.0            | Extern       | Sèrie CXT, compacte                            |
| Makita    | BL1850B           | 18V       | 5.0            | Intern       | Sèrie LXT, amb indicador de càrrega            |
| Makita    | BL4040            | 40V       | 4.0            | Intern       | Sèrie XGT, comunicació digital bateria-màquina |
| DeWalt    | DCB124            | 12V       | 3.0            | Extern       | XR Compacta, ús professional lleuger           |
| DeWalt    | DCB184            | 18V       | 5.0            | Intern       | XR Li-Ion, compatible amb tota la gamma 18V    |
| DeWalt    | DCB546            | 18V / 54V | 6.0            | Intern       | FLEXVOLT, voltatge dual, BMS intel·ligent      |

## Arquitectura interna dels packs de bateries
La tensió nominal d'un paquet de bateries ve determinada per la quantitat de subgrups d'elements de 3,7 V connectats en sèrie. Cada subgrup pot estar format per una o diverses cèl·lules en paral·lel, cosa que incrementa la capacitat (Ah) del pack.
| Voltatge nominal | Núm. de subgrups de 3,7V en sèrie | Exemple de models                                       | BMS         | Comentari                                                                   |
| ---------------- | --------------------------------- | ------------------------------------------------------- | ----------- | --------------------------------------------------------------------------- |
| 3,7 V            | 1                                 | Power Banks USB                                         | No requerit | Les cèl·lules estan en paral·lel; s'usa un convertidor DC-DC de 3.7 V → 5 V |
| 10,8–12 V        | 3                                 | Black&Decker BL1510, Makita BL1013, Bosch BAT411 (PS31) | Extern      | 2 preses intermèdies per a BMS al carregador                                |
| 14,4–16 V        | 4                                 | Makita BL1415G                                          | Extern      | 3 preses intermèdies; BMS normalment al carregador                          |
| 18–21 V          | 5                                 | Makita BL1850B, Bosch SM31 (GSR 1800-LI)                | Intern      | 4 preses intermèdies; amb BMS integrat                                      |

La presència de connexions intermèdies en el cablejat del pack permet al BMS (intern o ubicat al carregador) monitoritzar i equilibrar l'estat de càrrega de cada grup de cèl·lules. Aquest balanç és fonamental en configuracions en sèrie, ja que les cèl·lules no s'equilibren automàticament com passa en la connexió en paral·lel. Alguns dissenys de baix cost fan servir díodes per limitar el desequilibri entre cèl·lules, encara que aquesta tècnica ofereix protecció limitada i pot reduir la vida útil del conjunt.

## Power packs =>% de càrrega vs. Volts
| Càrrega | 3.7 V pack | 10.1 V pack | 14.8 V pack | 18 V pack | 21 V pack |
| ------- | ---------- | ----------- | ----------- | --------- | --------- |
| 100%    | 4.2 V      | 12.6 V      | 16.8 V      | 21.0 V    | 25.2 V    |
| 75%     | 3.9 V      | 11.7 V      | 15.6 V      | 19.5 V    | 23.1 V    |
| 50%     | 3.7 V      | 10.8 V      | 14.4 V      | 18.0 V    | 21.0 V    |
| 25%     | 3.5 V      | 10.0 V      | 13.2 V      | 16.5 V    | 18.9 V    |

## Aplicacions
- Tall de taulers de fusta, MDF, contraxapat.
- Tall de perfils metàl·lics amb discs adequats.
- Tall de plàstics i materials sintètics.
- Treballs d'instal·lació, muntatge i reformes.

## Seguretat
Les radials de bateria inclouen sistemes de protecció com:
- Protector de disc ajustable.
- Interruptor de seguretat.
- Empunyadura antilliscant.
- Guies de tall i bufadors de la línia de tall.